# Brunsen
Brunsen ist eine Ortschaft der Stadt Einbeck im südniedersächsischen Landkreis Northeim.

## Geografie

### Lage
Brunsen befindet sich im nordwestlichen Teil der Stadt Einbeck und liegt direkt an der Bundesstraße 64 nahe der Kreuzung mit der Bundesstraße 3.

### Ortsgliederung
- Brunsen (Hauptort)
- Ortslage Mühlenbeck (ca. 200 m östlich an der Bundesstraße 3 gelegen)

## Geschichte
Die erste Erwähnung des Ortes stammt aus dem Jahr 1148, als Graf Hermann II. von Winzenburg 14 Hufen Land u. a. in Brunessen (Brunsen) und Haholdeshusen (Holtershausen) gegen die Burg Schildberg tauschte. Das Dorf dürfte eine Gründung oder ein ehemaliger Besitz des Grafengeschlechts der Haholde gewesen sein (Hahold I. hatte einen Bruder und einen Sohn namens Brun), wie es Karl Steinacker bereits 1910 vermutete („Behausung eines Brun“).
Im Zuge der Gebietsreform in Niedersachsen, die am 1. März 1974 stattfand, wurde die zuvor selbständige Gemeinde Brunsen durch Eingemeindung zur Ortschaft der Stadt Einbeck.
Ortsheimatpfleger ist Bernd Gebauer. (Stand: Juni 2018)

## Politik

### Ortsrat
Der Ortsrat "Auf dem Berge", der die Ortschaften Bartshausen, Brunsen, Hallensen, Holtershausen, Naensen, Stroit, Voldagsen und Wenzen gemeinsam vertritt, setzt sich aus 13 Ratsmitgliedern zusammen. Bei der Kommunalwahl 2021 ergab sich folgende Sitzverteilung:
- Wählergemeinschaft "Auf dem Berge": 13 Sitze

(Stand: Kommunalwahl 12. September 2021)

### Ortsbürgermeister, Ortsbeauftragter
Der Ortsbürgermeister ist Gerhard Mika (WG).
Ortsbeauftragter ist Henning Bartelt (Stand: Dezember 2021).

### Wappen
| Wappen von Brunsen | Blasonierung: „Auf dem goldenen Wappenschild liegt ein blaues Andreaskreuz, auf ihr die silberne Kirche von Brunsen in Seitenansicht mit dem Turm auf der rechten Seite und einem blauen Berg im Schildfuß.“ |
| Wappen von Brunsen | Wappenbegründung: Das Andreaskreuz im Wappen symbolisiert die Lage von Brunsen am Schnittpunkt der Bundesstraßen 3 und 64, die schon in früheren Zeiten wichtige Handelswege und Fernstraßen waren. Die Kirche auf dem Berg ist das Symbol Brunsens als einen Ort der Dörfer der Samtgemeinde Auf dem Berge. Die Wappenfarben erinnern an die frühere Zugehörigkeit zum ehemaligen Herzogtum Braunschweig. |

## Kultur und Sehenswürdigkeiten

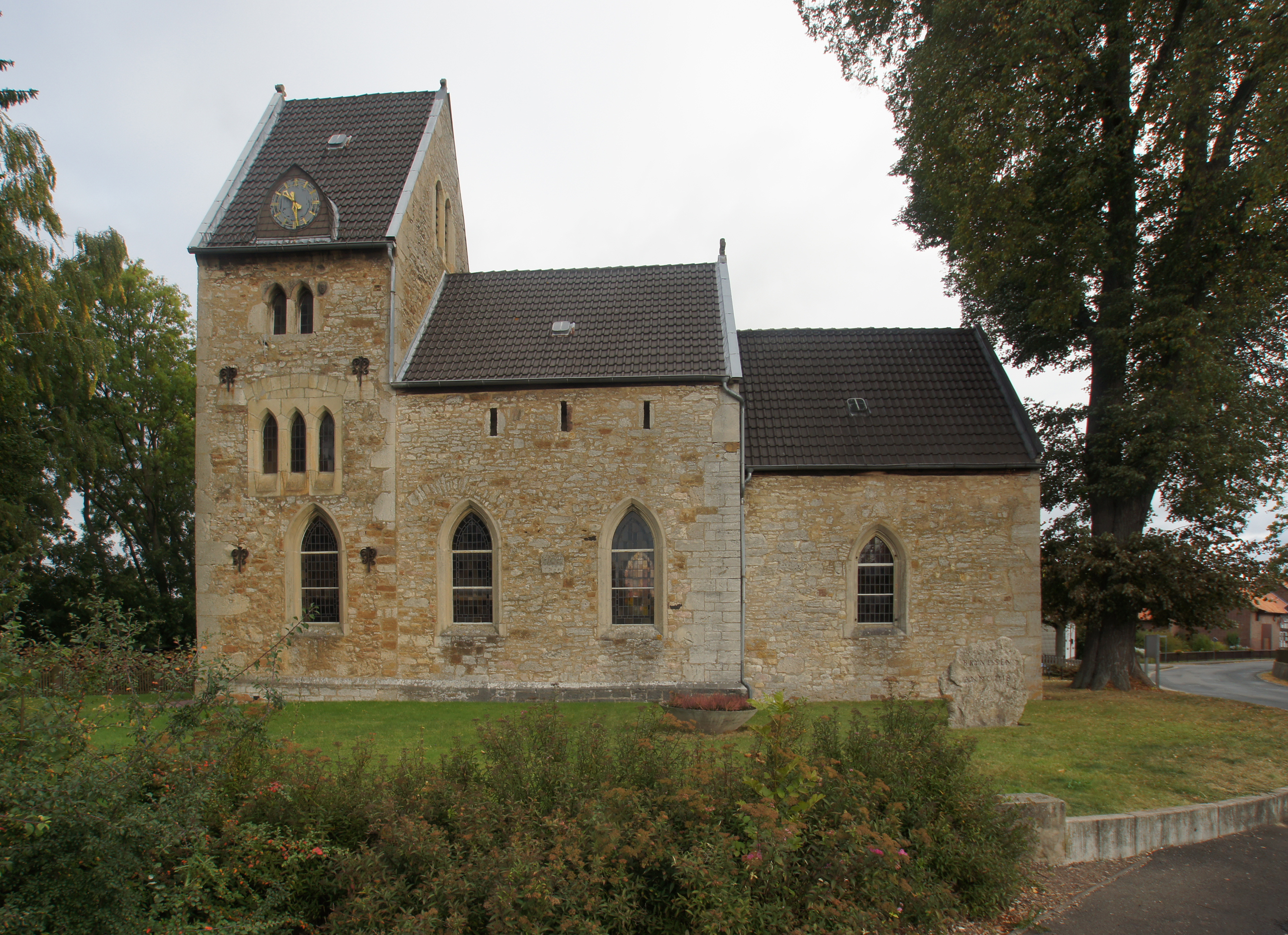
St.-Martini-Kirche

- Die St.-Martini-Kirche mit urkundlich erster Erwähnung 1256 ist eine der ältesten Kirchen der Region. Ihr baulicher Ursprung, im kleinen Teil (dem heutigen Altarhaus), ist in einem wehrhaften Speicherbau (Steinwerk) zu suchen. Die Kirchengemeinde Brunsen, seit 1594 mit Holtershausen, gehörte zur Propstei Gandersheim-Seesen. Zum 1. Januar 2020 fusionierte sie zur Kirchengemeinde Wenzen-Brunsen-Eimen.
- Auf dem Gedenkstein vor der Kirche, der zum 850-jährigen Jubiläum des Ortes errichtet wurde, erinnert die Aufschrift „Brynessen anno 1148“ an die Ortsbezeichnung zur Zeit seiner ersten urkundlichen Erwähnung.
- Zu den örtlichen Vereinen gehört der TSV Brunsen und der Männergesangverein.

## Persönlichkeiten
- Heinrich August Ludwig Rose (1816–1885), evangelisch-lutherischer Geistlicher und Generalsuperintendent
- Friedrich Wille (1925–2015), niederdeutscher Autor
- Martin Wille (* 1941), Ministerialbeamter